# داميان كونواي
داميان كونواي (بالإنجليزية: Damian Conway)‏ هو مهندس وعالم حاسوب أسترالي، ولد في 5 أكتوبر 1964 في ملبورن في أستراليا.